# Сердечник жёстковолосистый
Сердечник жёстковолосистый, или Сердечник шершавый (лат. Cardamine hirsuta) — однолетнее травянистое растение, вид рода Сердечник (Cardamine) семейства семейства Капустные (Brassicaceae).

## Ботаническое описание[2][3]
Однолетнее травянистое растение.
Стебель неопушенный, (7)10-20(30) см высотой, обычно несколько штук, прямые, с небольшим количеством листочков.
Розеточные прикорневые и нижние листья перистые, 1-3(-5) парные, черешковые, рассеянно-волосистые с адаксиальной (верхней) стороны и по краю. Листочки с черешочками, округло-овальные, верхушечный более крупный. Верхние листья 2-4, с 2-5 парами продолговато-линейных листочков.
Цветки очень мелкие. Чашелистики до 1,5 мм длиной. Лепестки белые, обратно-яйцевидные или клиновидные, 2,5-3 мм длиной, иногда отсутствуют. Тычинок обычно 4. Цветоносы и стручки направлены косо вверх.
Стручки 17-25 мм длиной, сужены в тупой столбик ок. 1,5 мм длиной. Семена 1х0,8 мм.
Хромосомное число 2n=16.

## Распространение и экология
Природный ареал охватывает всю Европу (кроме Арктики и Северной России), Малую Азию, Сирию, Иран, Гималаи, Северную Африку, Камерун, Абиссинию, Ямайку. В России встречается в европейской части и на Кавказе. Вид включен в ботанический атлас растений Ленинградской области.

## Классификация

### Таксономия[4]
Cardamine hirsuta L., 1753, Sp. Pl. : 655
Вид Сердечник жёстковолосистый относится к роду Сердечник семейства Капустные (Brassicaceae) порядка Капустоцветные (Brassicales). Кладограмма в соответствии с Системой APG IV по состоянию на июнь 2023 года:
|  |                                      |  |                                   |                                   |                     |  | ещё 16 семейств | ещё 16 семейств |                                |  |  |  | еще 252 подтвержденных вида и 55 видов, ожидающих подтверждения |
|  |                                      |  |                                   |                                   |                     |  | ещё 16 семейств | ещё 16 семейств |                                |  |  |  | еще 252 подтвержденных вида и 55 видов, ожидающих подтверждения |
|  |                                      |  |                                   | порядок Капустоцветные            |                     |  |                 |                 | род Сердечник                  |  |  |  |                                                                 |
|  |                                      |  |                                   | порядок Капустоцветные            |                     |  |                 |                 | род Сердечник                  |  |  |  |                                                                 |
|  | отдел Цветковые, или Покрытосеменные |  |                                   |                                   | семейство Капустные |  |                 |                 | вид Сердечник жёстковолосистый |  |  |  |                                                                 |
|  | отдел Цветковые, или Покрытосеменные |  |                                   |                                   | семейство Капустные |  |                 |                 |                                |  |  |  |                                                                 |
|  |                                      |  | ещё 63 порядка цветковых растений | ещё 63 порядка цветковых растений |                     |  |                 | ещё 354 рода    | ещё 354 рода                   |  |  |  |                                                                 |
|  |                                      |  |                                   | ещё 63 порядка цветковых растений |                     |  |                 |                 | ещё 354 рода                   |  |  |  |                                                                 |

### Синонимы
- Arabis heterophylla  Forst.  ex  DC.
- Cardamine africana subsp. borbonica  (Bojer)  O.E.Schulz
- Cardamine angulata  Regel
- Cardamine borbonica  Bojer
- Cardamine fagetina  Schur
- Cardamine hirsuta f. apetala  Soó
- Cardamine hirsuta f. glabra  Schweinf.
- Cardamine hirsuta f. grandiflora  O.E.Schulz
- Cardamine hirsuta f. litoralis  (Svalund)  O.E.Schulz
- Cardamine hirsuta f. pilosa  (O.E.Schulz)  Kuusk
- Cardamine hirsuta f. umbrosa  Chiov.
- Cardamine hirsuta f. unicaulis  (O.E.Schulz)  Jovan.-Dunj.
- Cardamine hirsuta subsp. hirsuta  –
- Cardamine hirsuta subsp. puberula  (Rouy  &  Foucaud)  O.E.Schulz
- Cardamine hirsuta var. apetala  Soó
- Cardamine hirsuta var. exigua  O.E.Schulz
- Cardamine hirsuta var. formosana  Hayata
- Cardamine hirsuta var. hirsuta  –
- Cardamine hirsuta var. litoralis  Svalund
- Cardamine hirsuta var. maxima  Fisch.
- Cardamine hirsuta var. montana  Macoun
- Cardamine hirsuta var. petiolulata  O.E.Schulz
- Cardamine hirsuta var. pilosa  O.E.Schulz
- Cardamine hirsuta var. rotundiloba  Hayata
- Cardamine hirsuta var. tetrandra  Stokes
- Cardamine hirsuta var. unicaulis  O.E.Schulz
- Cardamine humilis  Kit.
- Cardamine micrantha  Spenn.
- Cardamine multicaulis  Hoppe  ex  Schur
- Cardamine parviflora  Suter
- Cardamine praecox  Pall.  ex  Ledeb.
- Cardamine scutata var. formosana  (Hayata)  T.S.Liu  &  S.S.Ying
- Cardamine scutata var. rotundiloba  (Hayata)  T.S.Liu  &  S.S.Ying
- Cardamine simensis  Hochst.  ex  Oliv.
- Cardamine tenella  E.D.Clarke
- Cardamine tetrandra  Hegetschw.
- Cardamine umbrosa  Andrz.
- Cardamine virginica  Michx.
- Crucifera cardamine  E.H.L.Krause
- Ghinia hirsuta  Bubani
- Ghinia sylvatica  Bubani